# Hugo Grimm
Hugo Grimm, nome d'arte di Hubertus Grimm (Ndanda, 8 gennaio 1980), è un attore tedesco.

## Biografia
Nato a Ndanda in Tanzania, trascorre la sua vita a Coesfeld in Münsterland. Tra il 2000 e il 2004 frequenta l'Accademia Statale di Musica e Spettacolo a Stoccarda. È noto grazie alla soap La strada per la felicità, su ZDF, nella quale interpreta il ruolo di Ben Petersen, tra il 2006 e il 2007. Nel 2008 partecipa alla serie TV Lasko, tra il 2010 e il 2011 è a teatro con l'attrice Birte Wentzek, interpretando Richard nell'opera Der Liebhaber di Harold Pinter. Dal 2011, ritorna a lavorare con Isa Jank nella soap opera di Das Erste Verbotene Liebe, interpretando Jan Brandner.
Dopo il rapporto sentimentale avuto con Ana Kerezovic, dal 2009 è legato a Birte Wentzek. Entrambi, tra il 2007 e il 2008, compaiono in La strada per la felicità.

## Filmografia

### Teatro
- Der Liebhaber (2010-2011)

### Televisione
- Im Namen des Gesetzes – serie TV, episodio 10x11 (2005)
- La strada per la felicità (Wege zum Glück) – serial TV, 261 puntate (2006-2007)
- Noch einmal zwanzig sein, regia di Bettina Woernle (2007)
- Guardia costiera (Küstenwache) – serie TV, episodio 11x20 (2008)
- Lasko (Lasko - Die Faust Gottes) – serie TV, episodio 1x07 (2008)
- Liebe, Babys und ein großes Herz - Neue Wege, regia di John Delbridge (2008)
- Rosamunde Pilcher – serie TV, episodio 1x73 (2009)
- 380.000 Volt - Der große Stromausfall, regia di Sebastian Vigg (2009)
- Tod aus der Tiefe, regia di Hans Horn (2009)
- Anna und die Liebe – serial TV, puntata 1x174 (2009)
- Il nostro amico Charly (Unser Charly) – serie TV, episodio 15x02 (2010)
- Die Dienstagsfrauen, regia di Olaf Kreinsen (2011)
- Verbotene Liebe – serial TV (2011-2012)

## Programmi televisivi
- Volle Kanne (2007)
- Yes We Can Dance, regia di Mark Achterberg (2009)